# 阪田智靖
阪田 智靖（さかた ともやす、1983年7月20日 - ）は、日本の男性声優、俳優。千葉県出身。

## 経歴
子供の頃は騎手になりたかったという。
声優としては2012年3月までオフィス野沢に所属していた。2012年4月から2014年の事業停止までメディアフォースに所属していた。2017年から放映新社と業務提携を開始した。声優野沢雅子主宰の劇団ムーンライトに2002年から所属（2017年に退団）2019年11月から声優、俳優の傍ら合同会社シーラカンス・ファクトリーの代表を務めている。

## 人物
特技はシンクロナイズドスイミング。趣味は競馬、麻雀。

## 出演

### テレビアニメ
2003年
- 攻殻機動隊 STAND ALONE COMPLEX（SWAT隊長）

2007年
- 怪物王女（飼育員A）
- きらりん☆レボリューション（松木選手、プリンス）
- Devil May Cry（少年、チンピラA）

2008年
- きらりん☆レボリューション STAGE3（プロデューサー）

2009年
- 極上!!めちゃモテ委員長（笹本修二、カメラマン）
- ドラゴンボール改（フリーザの部下）
- マリー&ガリー（ニュートン）

2010年
- マリー&ガリー ver.2.0（ニュートン）

### ゲーム
- 幕末恋華・花柳剣士伝（2007年、武市瑞山）
- エクシズ・フォルス（2009年、アクセル＝ファルケン・フォン・ローゼンバウム）
- ユバの徴（トカ）
- 凍京ＮＥＣＲＯＳＵＩＣＩＤＥＭＩＳＳＩＯＮ（五十嵐雷、丑嶋寅）

### 吹き替え

#### 映画
- クラバート 闇の魔法学校（2010年、トンダ（ダニエル・ブリュール））
- レニングラード 900日の大包囲戦（2010年、フィリップ・パーカー（ガブリエル・バーン））
- 幸せになるための恋のレシピ（フランク（ギヨーム・カネ））

### テレビドラマ
- WATER BOYS2（坂上）
- 世にも奇妙な物語15周年特別編 「山田祭り」（山田）主役
- SBC冬山遭難（長岡記者）
- 火曜サスペンス劇場 下町銭湯騒動記（広川少年）
- 水曜ミステリー9 新米事件記者・三咲
- 山田くんと7人の魔女（卓球部員）
- TWO WEEKS（警察無線）
- スナイパー時村正義の働き方改革（司令部）
- やれたかも委員会（クラブナイト編・係員役）

### テレビ番組
- オヤコイ
- 全力!脱力タイムズ

### 映画
- ウォッシュ・ウェストモアランド監督「アースクエイク・バード」

### CM
- 日立 白くまくん
- 花王 バブ
- アプリ キングダム乱
- Twitter] スポーツキャンペーンforサッカー